# Obecné užívání
Obecné užívání je společně se zvláštním užíváním druhem veřejného užívání[zdroj?] a jedná se proto o institut správního práva, ač veřejné užívání jako takové se nachází na pomezí práva soukromého a veřejného. Obecné užívání je právem užívat obecně přístupné materiální statky okruhem jejich uživatelů, který je předem neohraničený a neomezený. V praxi se jedná především o využívání vody, lesa či veřejných pozemních komunikací.
Uživatel i přesto, že může užívat daný statek již na základě zákona, musí dodržet daná pravidla. Jeho užívání:
- musí být v souladu s účelovým určením daného statku (užívání obvyklým způsobem);
- statek musí být užíván přiměřeným způsobem
- a užívání jedním uživatelem nesmí z užívání statku vyloužit uživatele ostatní.

Zákon umožňuje obecné užívání statku dočasně zakázat či jen omezit a to jak vůči konkrétnímu uživateli, tak vůči všem. Omezení je přijato ve formě správního aktu či opatření obecné povahy.
Právo každého občana na veřejné užívání je chráněno zákonem stejně jako užívaný předmět (statek). Ochrana těchto práv je uskutečňována prostřednictvím správního dozoru nebo různými zákazy a omezeními ve prospěch veřejného užívání.